# Antinatalisme

Arthur Schopenhauer (1788–1860), een bekend voorstander van het antinatalisme.

Het antinatalisme is een filosofische stroming die een negatieve waarde toekent aan geboorte, in tegenstelling tot natalisme. De term werd voorgesteld door denkers zoals Arthur Schopenhauer, Emil Cioran, Peter Wessel Zapffe, en David Benatar. Gelijkaardige ideeën zijn te zien in een fragment van Aristoteles Eudemos "de wijsheid van Silenus" en besproken door Schopenhauer en Friedrich Nietzsche. Groepen die antinatalisme aanmoedigen zijn onder meer de Beweging ter Vrijwillig Uitsterven van de Mensheid.

## Beschrijving
Het antinatalisme kent een negatieve waarde toe aan geboorte vanuit de veronderstelling dat geboorte per definitie lijden en dood van het subject veroorzaakt. Het verwekken van (klein)kinderen zou daarmee immoreel zijn. Dit onvermijdelijke lijden zou niet tegen het ervaren van genot weggestreept kunnen worden vanwege de asymmetrie tussen (chronisch) leed en (altijd kortdurend) genot. Deze filosofie volgend betekent dat iedere geboorte (lees: conceptie) vermeden moet worden (ultimo leidend tot het uitsterven van de mensheid), want hoe meer geboorten des te meer menselijk lijden. Geboorten voorkomen is daarbij niet: de huidige mensheid beëindigen. Deze gedachten sluiten het concept van kosmische zingeving (religie) uit.

## Uitvoering
Het doen uitsterven van de mensheid kan in deze stroming slechts op één wijze goed worden uitgevoerd en dat is middels een collectief besluit tot het staken van voortplanting (hetgeen overigens een illusie is volgens Benatar). Uitdrukkelijk niet door (natuur)geweld omdat hiermee het uitsterven van de mensheid niet met zekerheid kan worden bereikt. Benatar stelt overigens dat als we eenmaal toch leven het van belang is om te blijven leven omdat de individuele levenszin (zie ook bewustzijn) vrijwel altijd zo sterk is dat dit al het leed overtreft. Vanwege de algemene acceptatie van het "maken" van kinderen, al dan niet per ongeluk, kan niet worden gesproken van schuld door ouders omwille van ongewenste geboorte.
Benatar ziet het op aarde zetten van een kind ook als het meest milieuverontreinigende wat een mens kan doen (vergroting ecologische voetafdruk). In tegenstelling echter tot het nihilisme is Benatar er van overtuigd dat je als mens zin aan het leven kunt geven. Het belang van het op menselijk niveau kunnen bepalen van verschillen tussen goed en kwaad, pijn en genot, verlangens en genoegens is daarbij een ondersteunend argument.
Alleen de mens heeft notie van verleden, heden en toekomst (en kan daarmee herinnering aan en voorspelling van lijden ervaren) in veronderstelde tegenstelling tot andere voelende wezens. Derhalve is antinatalisme gericht op de mensheid (juist ter voorkoming van dierlijk leed), alhoewel sommige antinatalisten hier anders over denken (universeel antinatalisme). De mensheid exploiteert de natuur, met zijn voelende wezens, mogelijk leidend tot destructie hiervan. Bij afwezigheid van mensen zou dit niet plaatsvinden. Sommige antinatalisten zijn hierom vegetariër dan wel veganist.

## In religies

### In het christendom
In het Nieuwe Testament worden er ogenschijnlijk antinatalistische verzen gevonden, waaronder:
Want zie, er komen dagen in welke men zeggen zal: Zalig zijn de onvruchtbaren, en de buiken, die niet gebaard hebben, en de borsten die niet gezoogd hebben.  — Lucas 23:29

### In de islam
Het trouwen van vrouwen die geen kinderen krijgen wordt volgens een hadith van Mohammed afgeraden:
Een man wendde zich tot de Profeet en zei: "Ik heb een vrouw gevonden van hoge status en grote schoonheid, maar ze baart geen kinderen. Zal ik met haar trouwen?" Hij zei: "Nee." De man kwam opnieuw bij de hem, maar hij verbood het hem. Hij kwam een derde keer en hij (de Profeet) zei: "Trouw met vrouwen die liefdevol zijn en zeer vruchtbaar."

### In het jodendom
Er zijn verzen in de Tanach die een negatieve betekenis aan geboorte toe te lijken schrijven, waaronder:
Maar beter af dan beiden is degene die nog niet geboren is en nog geen weet heeft van het onrecht dat er wordt begaan onder de zon. — Prediker 4:3

## Bekende antinatalisten
- Arthur Schopenhauer
- Bill Hicks[8]
- David Benatar
- Andrew Dice Clay[9]
- Robert Smith[10] (Robert Smith op de Engelstalige Wikipedia)
- Doug Stanhope[11]
- Thomas Ligotti[12] (Thomas Ligotti op de Engelstalige Wikipedia)
- Eduard von Hartmann[13]
- Matti Häyry[14][15][16] (Matti Häyry op de Engelstalige Wikipedia)
- Philipp Mainländer[17]
- Emil Cioran
- Seana Shiffrin[18]
- Peter Wessel Zapffe
- Edgar Saltus[19]
- Fernando Vallejo[20]
- Richard Stallman[21]
- Abul ʿAla Al-Maʿarri[22]
- Nina Paley[23]